# La Martre (Var)
Pour les articles homonymes, voir La Martre.
La Martre est une commune française située dans le département du Var, en région Provence-Alpes-Côte d'Azur.

## Géographie

### Localisation
Situé dans la haute vallée de l'Artuby, à 997 m d'altitude, ce paisible petit village est bâti à flanc de coteau, dominé par les ruines de son castellas primitif.
Les petites rues de La Martre sont bordées par de hautes maisons de village, entourées de montagnes, de bois, de prairies.
Les grandes villes les plus proches sont : Castellane (26 km), Draguignan (50 km), Grasse (50 km), Digne-les-Bains (83 km) et Nice (95 km).

### Géologie et relief
La Martre se situe derrière la montagne du Brouis, dans la haute vallée de l'Artuby.
Le périmètre de protection autour de la réserve naturelle géologique de Haute-Provence a été étendu au territoire des communes de Bargème, Le Bourguet, Châteauvieux, Comps-sur-Artuby, La Martre et Trigance (Var).
La colline de le Puy de La Martre, particulièrement riche en coquillages fossiles (ammonites, bélemnites…) avec son terrain appelé Martrensis.
Le village offre un environnement naturel absolument magnifique, propice à de très belles randonnées pédestres.
Le Vallon de l’Artuby est couvert de prairies, et de forêts d'une surface approximative de 3,63 km2.
Un chantier collectif d'entretien du marais du Plan d'Anelle,, site d'intérêt écologique majeur dans la charte du parc naturel régional du Verdon, par la présence d’espèces d’affinité boréo-alpine et seule station connue dans le département à Bouleau verruqueux, Betula pendula s'est déroulé en octobre 2018.
Les hameaux :
- Plan d’Anelle[8],
- Mallaigues.

|        | Châteauvieux |                           |
| Brenon | La Martre    | Séranon (Alpes-Maritimes) |
|        | Bargème      | La Bastide                |

### Voies de communications et transports

#### Voies routières
Accès routiers par :
- D 52 depuis La Bastide, Jabron ;
- D 955 depuis Trigance (Route de Castellane), Comps-sur-Artuby ;
- La commune de La Garde (ce lien ne devrait pas être en surbrillance car il est trompeur, la commune de La Garde en question est une toute petite commune située à quelques kilomètres de Castellane) située à 20 km de La Martre sur la route départementale RD 4085, ancienne route nationale 85 s'inscrit dans l'itinéraire emprunté par la route Napoléon.

#### Transports en commun
- Transport en Provence-Alpes-Côte d'Azur

La commune est desservie par plusieurs lignes de transport en commun. Les collectivités territoriales ont mis en œuvre un « service de transports à la demande » (TAD), réseau régional Zou !.
Les lignes interurbaines :
- Lignes de transports Zou !. La Région Sud est la collectivité compétente en matière de transports non urbains, en application de la loi NOTRe (Nouvelle Organisation Territoriale de la République).

### Hydrographie et les eaux souterraines

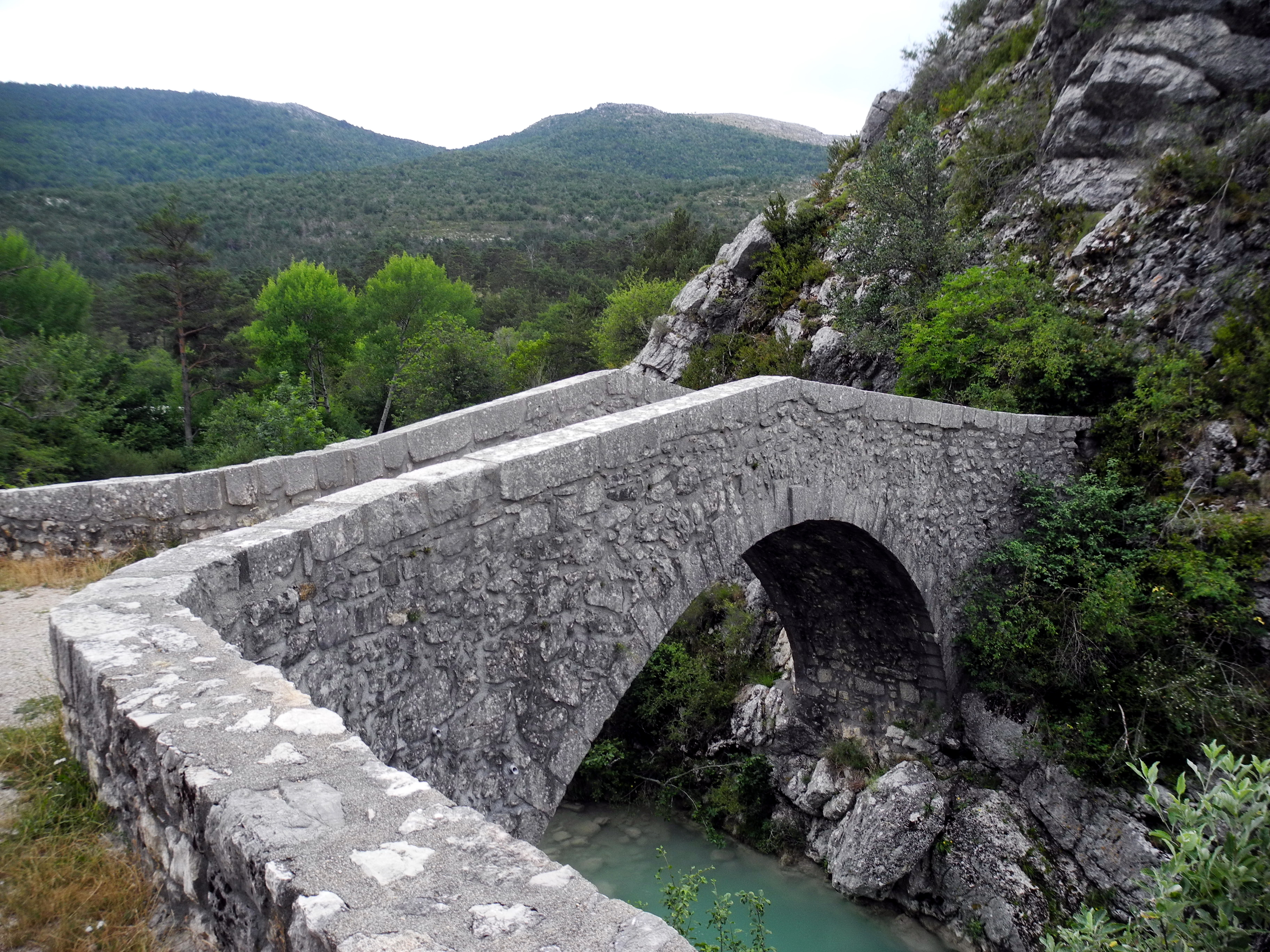
Le pont de la Serre, dit pont de Madame, sur l'Artuby (1735).

Cours d'eau sur la commune ou à son aval :
- rivière l'Artuby,
- vallons de Beautar, des Roumariniers, de la Fouant de Dol, des Frayières, des Combes, de la Fouant d'Entraoune, de Font Freye,
- torrent des Bonnes Fonts[12].

### Sismicité
Il existe trois zones de sismicité dans le Var :
- Zone 0 : Risque négligeable. C'est le cas de bon nombre de communes du littoral varois, ainsi que d'une partie des communes du centre Var. Malgré tout, ces communes ne sont pas à l'abri d'un effet tsunami, lié à un séisme en mer ;
- Zone Ia : Risque très faible. Concerne essentiellement les communes comprises dans une bande allant de la montagne Sainte-Victoire au massif de l'Esterel ;
- Zone Ib : Risque faible. Ce risque, le plus élevé du département mais qui n'est pas le plus haut de l'évaluation nationale, concerne 21 communes du nord du département.

La commune de La Martre est en zone sismique de faible risque Ib.

## Histoire
Le toponyme La Martre fait référence à un lieu où était enterré un martyr ou, plus probablement ici, une martyre.
En 1342, la communauté de La Martre est rattachée à la viguerie de Castellane (actuel département des Alpes-de-Haute-Provence) par le comte de Provence.
Bourgs castraux, :
- Le bourg castral de Pierrelongue, XIIe siècle[18].
- Le bourg castral de Saint-Blaise, XIIIe siècle (?)[19].
- Le bourg castral de la Martre, XIIIe siècle[20].

Le château de Taulane, de style Louis XVI, construit par l’amiral De Grasse avec le concours de la chiourme de Toulon dont il est le grand maître, a été transformé en hôtel 4 étoiles.

## Blasonnement
|  | Les armoiries de La Martre se blasonnent ainsi : De gueules à la fasce d'or chargée d'une fouine d'azur. Armes parlantes. la fouine s’appelant « la martro » en provençal |

## Politique et administration

### Liste des maires
| Période                                  | Période  | Identité                          | Étiquette | Qualité |
| ---------------------------------------- | -------- | --------------------------------- | --------- | --- |
| Les données manquantes sont à compléter. |          |                                   |           | |
| 1937                                     | 1945     | Valentin Bain                     |           | |
| 1945                                     | 1947     | Armand Pelissier                  |           | |
| 1947                                     | 1982     | Marius Richard                    | SFIO-PS   | Cultivateur |
| 1982                                     | 1995     | Louis Richard (fils du précédent) | PS        | Exploitant agricole |
| juin 1995                                | en cours | Raymonde Carletti                 | PS        | Ancienne conseillère générale du canton de Comps-sur-Artuby (2007-2015); 1re vice présidente de la Communauté de communes Lacs et Gorges du Verdon 2020 → |

### Budget et fiscalité 2019

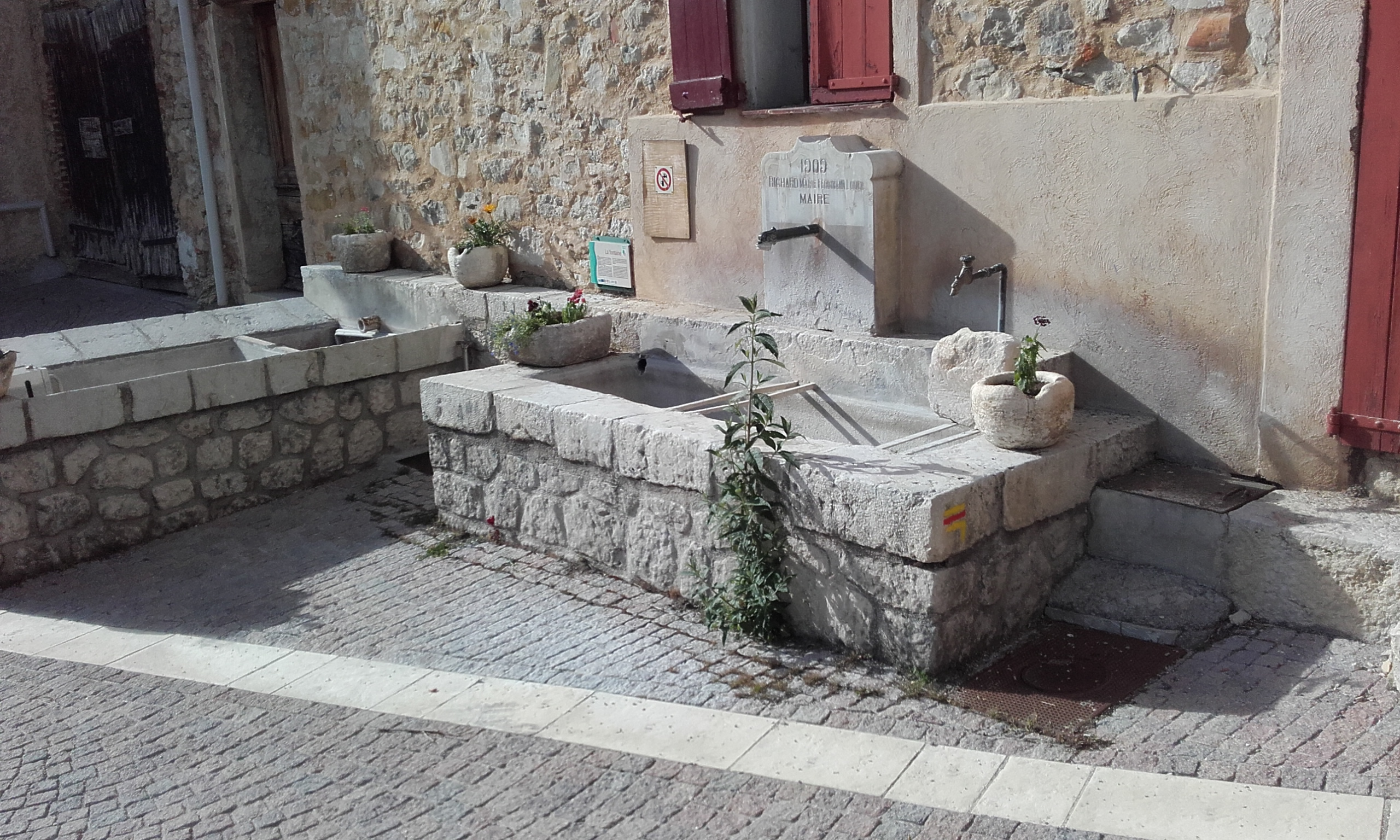
Fontaine. 1909 Richard Marie Ferdinand, Lucien, Maire.

En 2019, le budget de la commune était constitué ainsi :
- total des produits de fonctionnement : 274 000 €, soit 1 257 € par habitant ;
- total des charges de fonctionnement : 308 000 €, soit 1 411 € par habitant ;
- total des ressources d’investissement : 156 000 €, soit 716 € par habitant ;
- total des emplois d’investissement : 414 000 €, soit 1 898 € par habitant ;
- endettement : 192 000 €, soit 880 € par habitant.

Avec les taux de fiscalité suivants :
- taxe d’habitation : 10,51 % ;
- taxe foncière sur les propriétés bâties : 4,14 % ;
- taxe foncière sur les propriétés non bâties : 31,07 % ;
- taxe additionnelle à la taxe foncière sur les propriétés non bâties : 0 % ;
- cotisation foncière des entreprises : 0 %.

Chiffres clés Revenus et pauvreté des ménages en 2018 : Médiane en 2018 du revenu disponible, par unité de consommation : 18 480 €.

## Économie

### Entreprises et commerces

#### Agriculture
- Activités agricoles[25],[26].
- Élevage de volaille, porcins, chevaux.
- Domaine équestre de Val Ranch à Valderoure (06) et La Martre (83)[27].

#### Tourisme
- Gîtes ruraux et chambres d'hôtes.
- Camping municipal[28].
- Centre de vacances de l'Office départemental d’éducation et de loisirs (ODEL)[29],[30]
- Bistrot de pays La Merenda[31],[32],[33].
- Ouverture dans le même bâtiment que le Bistrot de pays, d'un 8e bureau d'information touristique sous l'intitulé de "Halte Napoléon" au logis du Pin[34].
- Château de Taulane, demeure du XVIIIe siècle, le golf du domaine de Taulane sur 120 hectares, créé par le champion Gary Player[35] et la suite le Pigeonnier installée dans l’une des anciennes tours de garde du Château[36].

#### Commerces et services
- Commerces de proximité[37] : alimentation, fruits et légumes.
- Artisanat[38].

### Intercommunalité
Précédemment, La Martre relevait de la communauté de communes Artuby Verdon composée de neuf communes. Cinq d'entre elles ont finalement été rattachées à la communauté de communes Lacs et Gorges du Verdon et quatre à la communauté d'agglomération dracénoise.
La communauté de communes « Lacs et Gorges du haut-Verdon (LGV) » constituée initialement de 11 communes (Aiguines ; Artignosc-sur-Verdon ; Aups ; Baudinard-sur-Verdon ; Bauduen ; Moissac-Bellevue ; Les Salles-sur-Verdon ; Régusse ; Tourtour ; Vérignon ; Villecroze) comprend désormais 16 communes après intégration de 5 communes supplémentaires au 1er janvier 2017 : Trigance, Le Bourguet, Brenon, Châteauvieux et La Martre,.
Son président en exercice est Rolland Balbis (maire de Villecroze). Ont été élus vice-présidents :
- Raymonde Carletti (maire de La Martre) 1er vice-président, chargé de l'administration générales et des finances ;
- Antoine Faure (maire d'Aups) 2e vice président, charge de l'aménagement du territoire (Scot) et de la transition énergétique ;
- Charles-Antoine Mordelet 3e vice-président (maire d'Aiguines), chargé du tourisme et de l'itinérance ;
- Fabien Brieugne 4e vice-président (maire de Tourtour), chargé de l'agriculture, de la fibre et numérique et du Développement Economique ;
- Pierre Constant 5e vice-président (commune de Villecroze), chargé de l'action sociale, de la petite enfance et de l'espace France Service[44] ;
- Serge Constans 6e vice-président (Maire d'Artignosc-sur-Verdon), chargé des travaux, du GEMAPI, de la gestion de la forêt et du PIDAF, de la flotte automobile et l'entretien du patrimoine bâti de la CCLGV.

La Communauté de communes Lacs et Gorges du Verdon compte désormais 34 représentants + 12 suppléants pour 16 communes membres.

### Climat
Pour des articles plus généraux, voir Climat de Provence-Alpes-Côte d'Azur et Climat du Var.
En 2010, le climat de la commune est de type climat méditerranéen altéré, selon une étude du Centre national de la recherche scientifique s'appuyant sur une série de données couvrant la période 1971-2000. En 2020, Météo-France publie une typologie des climats de la France métropolitaine dans laquelle la commune est exposée à un climat méditerranéen et est dans la région climatique  Var, Alpes-Maritimes, caractérisée par une pluviométrie abondante en automne et en hiver (250 à 300 mm en automne), un très bon ensoleillement en été (fraction d’insolation > 75 %), un hiver doux (8 °C) et peu de brouillards. 
Pour la période 1971-2000, la température annuelle moyenne est de 10,4 °C, avec une amplitude thermique annuelle de 16,1 °C. Le cumul annuel moyen de précipitations est de 981 mm, avec 6,3 jours de précipitations en janvier et 4,5 jours en juillet. Pour la période 1991-2020, la température moyenne annuelle observée sur la station météorologique de Météo-France la plus proche, « Comps-sur-Artuby », sur la commune de Comps-sur-Artuby à 10 km à vol d'oiseau, est de 11,3 °C et le cumul annuel moyen de précipitations est de 1 010,2 mm. 
La température maximale relevée sur cette station est de 37,2 °C, atteinte le 28 juin 2019 ; la température minimale est de −12,6 °C, atteinte le 20 décembre 2009,,. 
Les paramètres climatiques de la commune ont été estimés pour le milieu du siècle (2041-2070) selon différents scénarios d'émission de gaz à effet de serre à partir des nouvelles projections climatiques de référence DRIAS-2020. Ils sont consultables sur un site dédié publié par Météo-France en novembre 2022.

## Urbanisme

### Typologie
Au 1er janvier 2024, La Martre est catégorisée commune rurale à habitat très dispersé, selon la nouvelle grille communale de densité à sept niveaux définie par l'Insee en 2022.
Elle est située hors unité urbaine et hors attraction des villes,.

### Occupation des sols
L'occupation des sols de la commune, telle qu'elle ressort de la base de données européenne d’occupation biophysique des sols Corine Land Cover (CLC), est marquée par l'importance des forêts et milieux semi-naturels (81,7 % en 2018), en augmentation par rapport à 1990 (80,7 %). La répartition détaillée en 2018 est la suivante :
forêts (77,4 %), zones agricoles hétérogènes (11,8 %), milieux à végétation arbustive et/ou herbacée (4,1 %), espaces verts artificialisés, non agricoles (3,9 %), prairies (2,6 %), espaces ouverts, sans ou avec peu de végétation (0,2 %). L'évolution de l’occupation des sols de la commune et de ses infrastructures peut être observée sur les différentes représentations cartographiques du territoire : la carte de Cassini (XVIIIe siècle), la carte d'état-major (1820-1866) et les cartes ou photos aériennes de l'IGN pour la période actuelle (1950 à aujourd'hui).

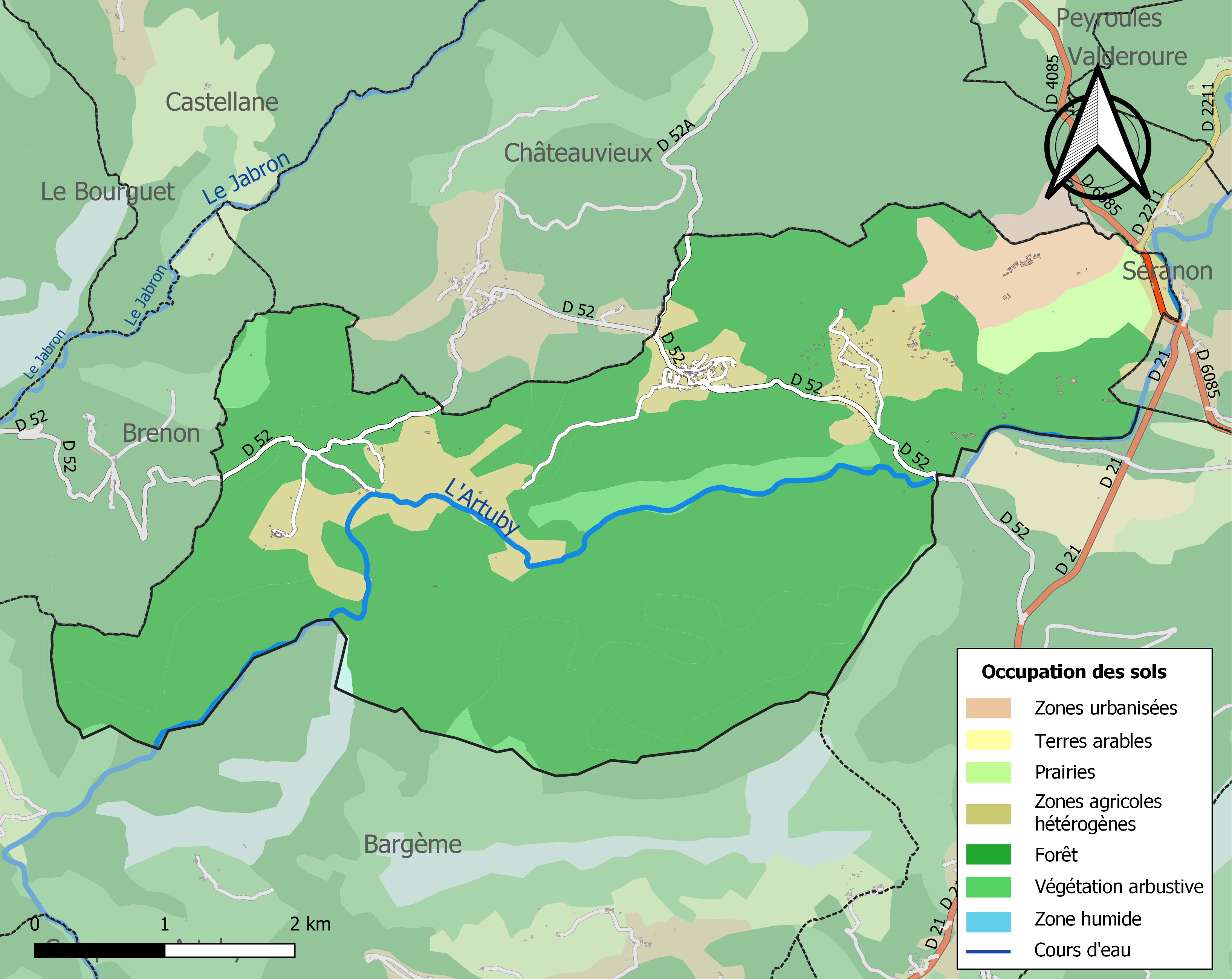
Carte des infrastructures et de l'occupation des sols de la commune en 2018 (CLC).

## Population et société

### Démographie

#### Évolution démographique
L'évolution du nombre d'habitants est connue à travers les recensements de la population effectués dans la commune depuis 1793. Pour les communes de moins de 10 000 habitants, une enquête de recensement portant sur toute la population est réalisée tous les cinq ans, les populations de référence des années intermédiaires étant quant à elles estimées par interpolation ou extrapolation. Pour la commune, le premier recensement exhaustif entrant dans le cadre du nouveau dispositif a été réalisé en 2006.

En 2022, la commune comptait 221 habitants, en évolution de +3,76 % par rapport à 2016 (Var : +4,98 %, France hors Mayotte : +2,11 %).
| 1793 | 1800 | 1806 | 1821 | 1831 | 1836 | 1841 | 1846 | 1851 |
| ---- | ---- | ---- | ---- | ---- | ---- | ---- | ---- | ---- |
| 326  | 271  | 297  | 352  | 361  | 338  | 356  | 371  | 372  |

| 1856 | 1861 | 1866 | 1872 | 1876 | 1881 | 1886 | 1891 | 1896 |
| ---- | ---- | ---- | ---- | ---- | ---- | ---- | ---- | ---- |
| 360  | 352  | 320  | 282  | 260  | 249  | 236  | 222  | 210  |

| 1901 | 1906 | 1911 | 1921 | 1926 | 1931 | 1936 | 1946 | 1954 |
| ---- | ---- | ---- | ---- | ---- | ---- | ---- | ---- | ---- |
| 188  | 171  | 144  | 145  | 131  | 106  | 124  | 80   | 77   |

| 1962 | 1968 | 1975 | 1982 | 1990 | 1999 | 2006 | 2011 | 2016 |
| ---- | ---- | ---- | ---- | ---- | ---- | ---- | ---- | ---- |
| 66   | 46   | 51   | 61   | 85   | 133  | 160  | 193  | 213  |

| 2021 | 2022 | - | - | - | - | - | - | - |
| ---- | ---- | - | - | - | - | - | - | - |
| 215  | 221  | - | - | - | - | - | - | - |

### Enseignement
Établissements d'enseignements :
- École maternelle à La Bastide
- École primaire à La Bastide,
- Collège à Castellane,
- Lycées à Draguignan.

### Santé
- Professionnels et établissements de santé[62] :
- Médecins à Valderoure, Comps-sur-Artuby, Castellane.
- Pharmacies à Castellane, Seillans, Bargemon.
- L'hôpital local de Castellane[63] est à 11 km.
- L'hôpital le plus proche est le Centre hospitalier de la Dracénie et se trouve à Draguignan, à 50 km[64],[65]. Il dispose d'équipes médicales dans la plupart des disciplines[66] : pôles médico-technique ; santé mentale ; cancérologie ; gériatrie ; femme-mère-enfant ; médecine-urgences ; interventionnel.
- Une maison de santé pluriprofessionnelle a été réalisée à Aups[67] (distante de 65 km[68]), intégrant des paramédicaux et un lieu ressource "Social et solidaire".
- Le Centre hospitalier de Digne-les-Bains est à 83 km.

### Cultes
- Culte catholique, Église de la Purification, paroisse de Comps-sur-Artuby, diocèse de Fréjus-Toulon[69].

### Manifestations-Animations
- Fête de la Forêt et dau Bòsc[70].
- Fête du Livre et de la bande dessinée en juin[71].
- Fête patronale de la Sainte-Marthe[72].

 Espaces d'accueil :
- Espace Fontvieille, bibliothèque et multimédia[73].

## Lieux et monuments

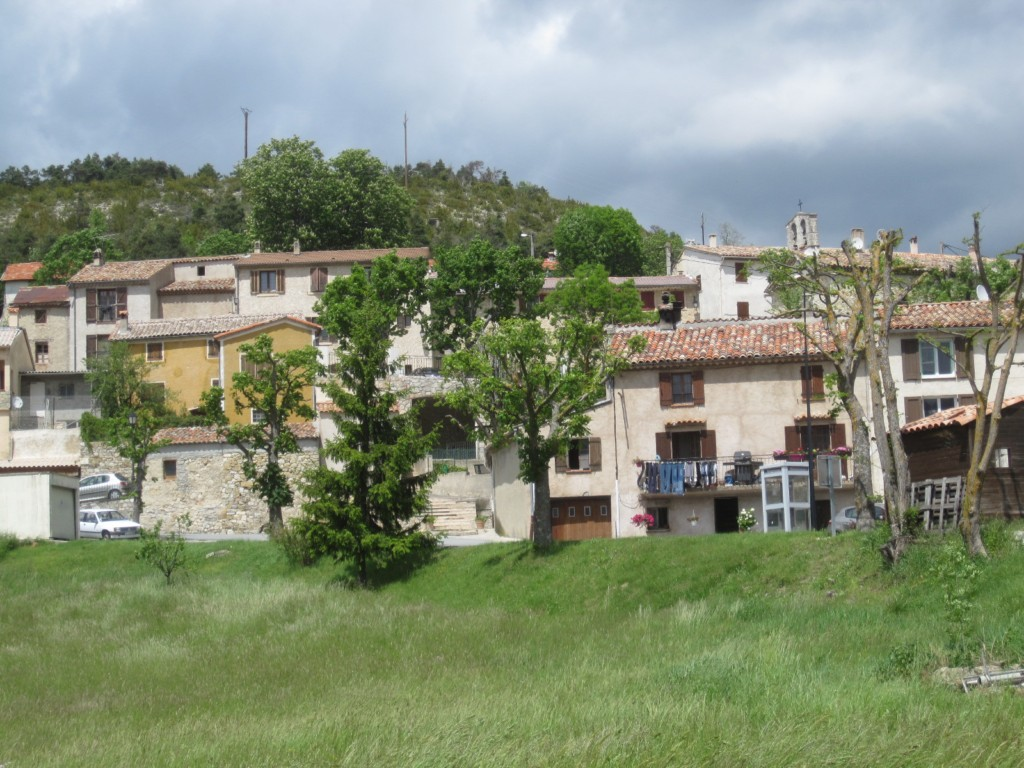
Vue du village.
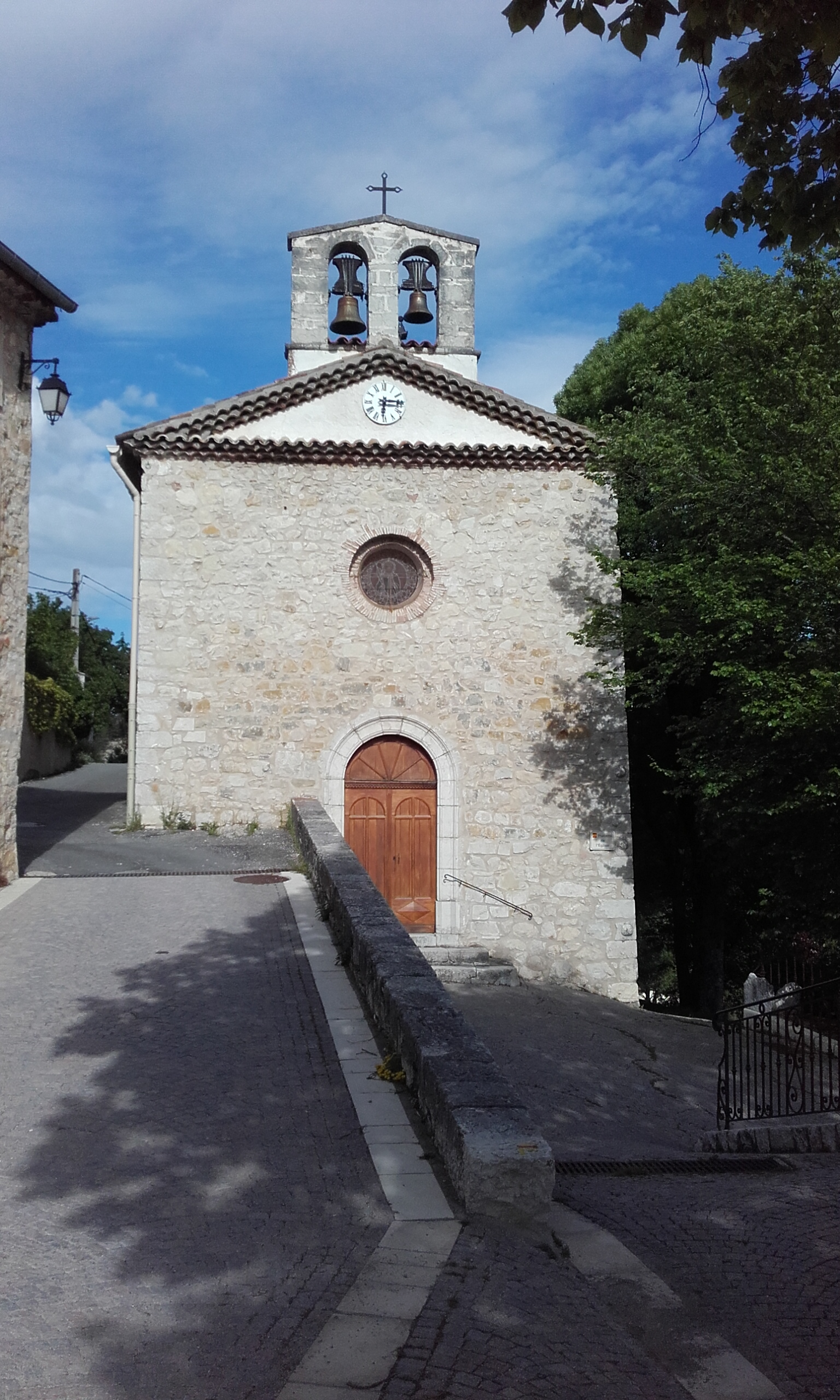
Église dédiée à saint Jean-Baptiste.
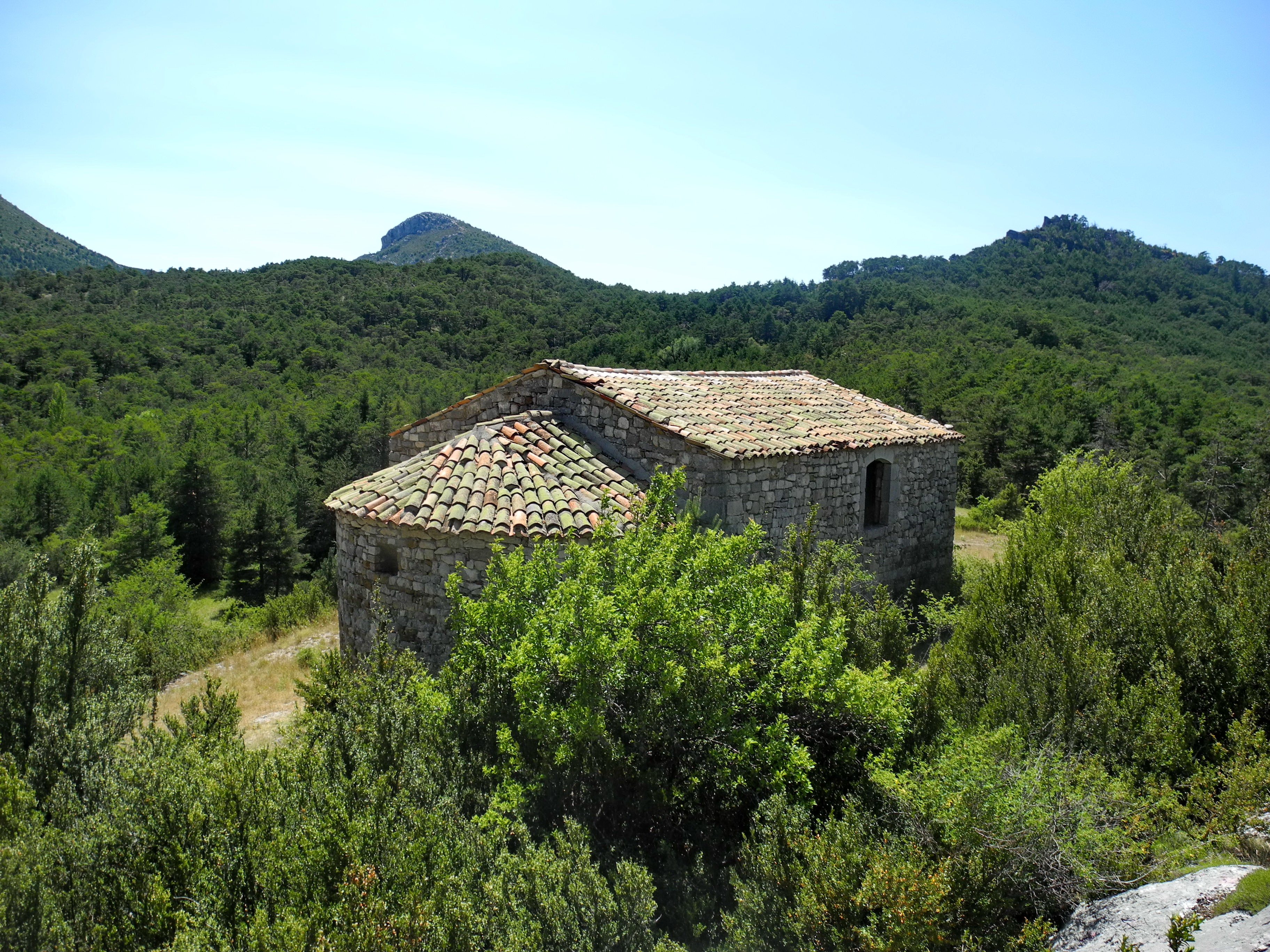
Chapelle Saint-Blaise (XIe siècle).
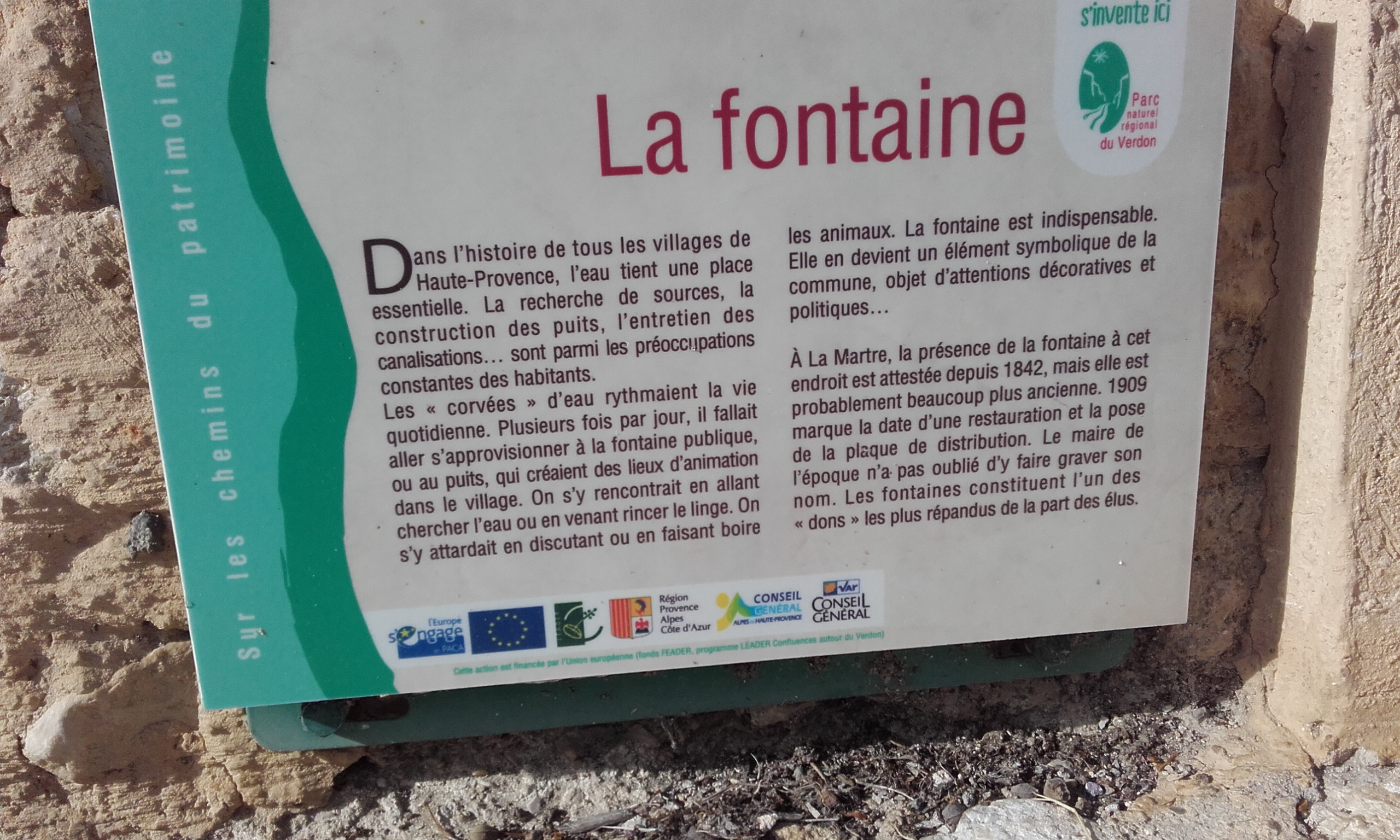
Signalétique du Parc naturel régional du Verdon.

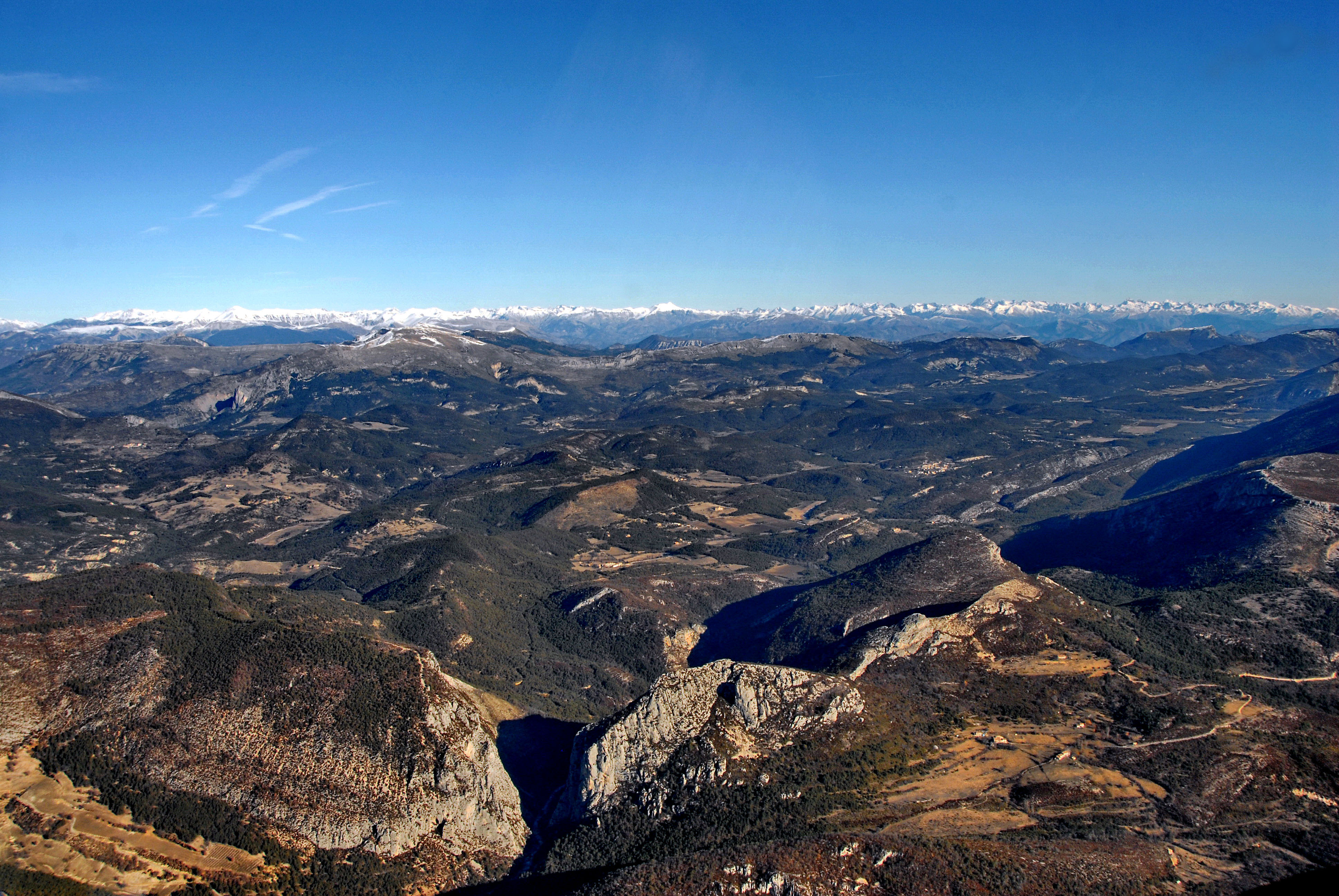
La Martre et les gorges de l'Artuby vus d'avion.
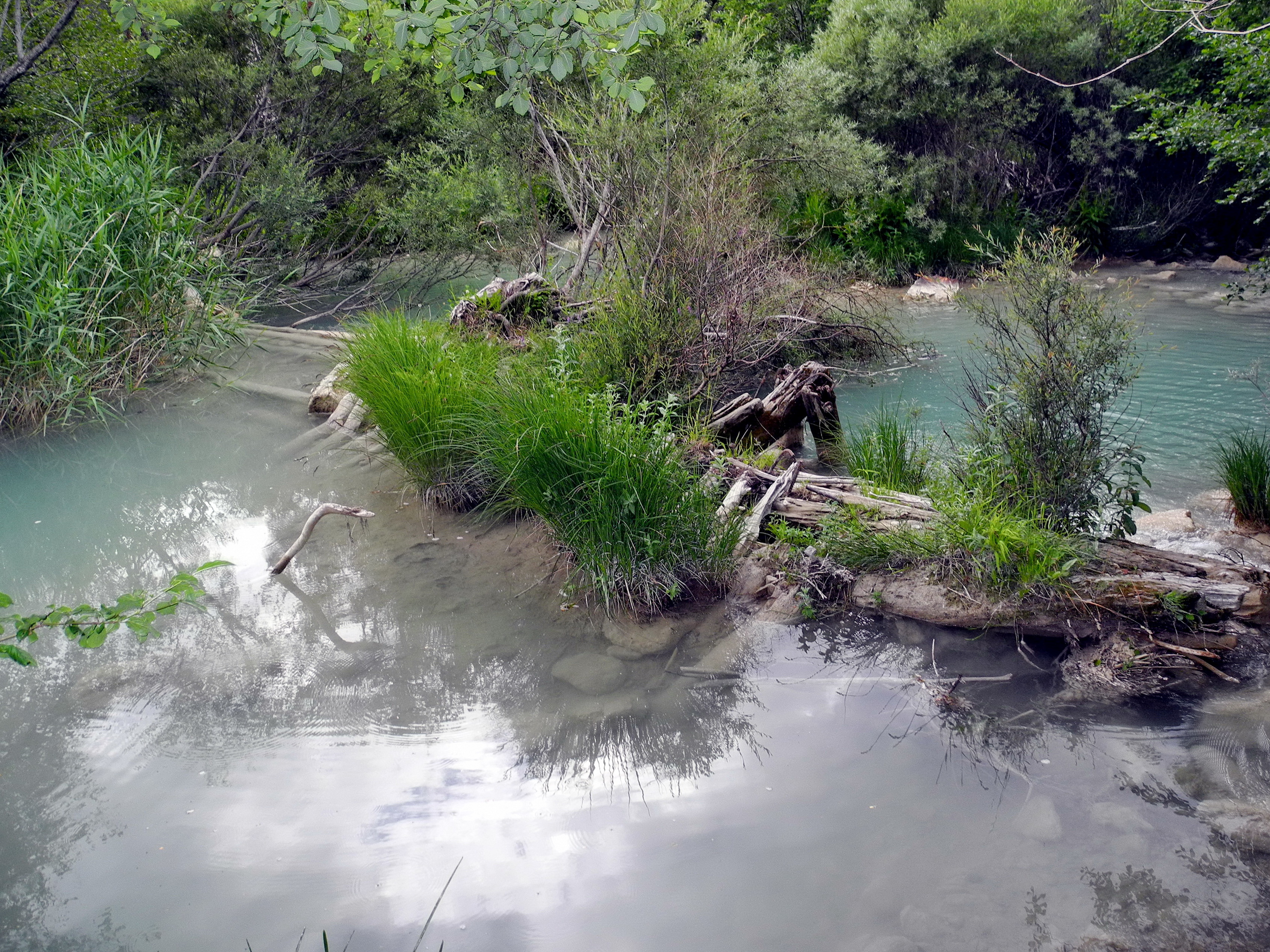
Ancien barrage en bois sur l'Artuby.
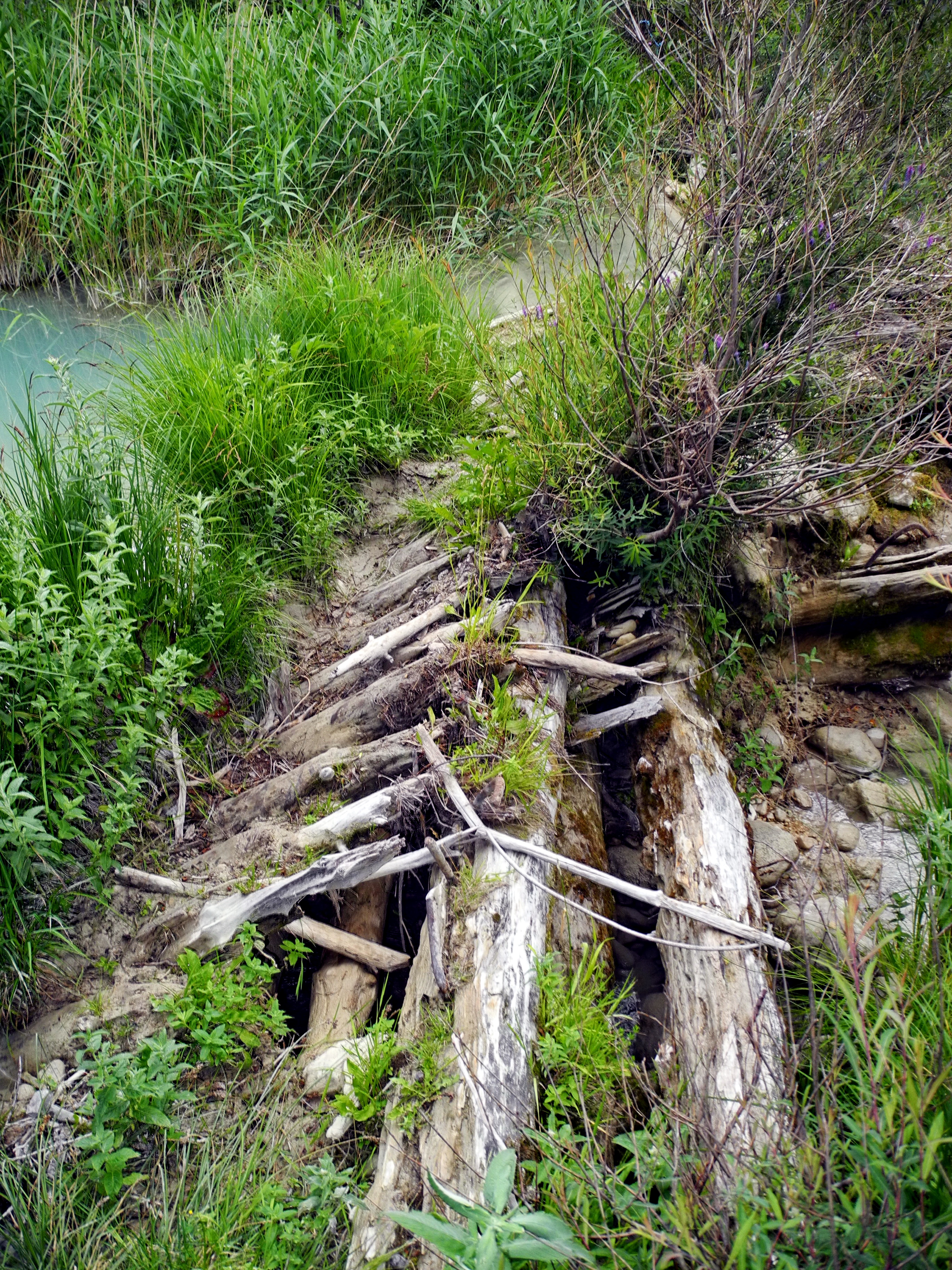
Gabions et piles de bois du barrage.

Patrimoine religieux :
- Église paroissiale de La Martre dédiée à saint Jean-Baptiste[74],
- Chapelle Saint-Blaise (XIe siècle)[75],
- Chapelle Saint-Joseph-du-Plan-d'Anelle, et sa cloche de 1664[76],
- L'ancienne chapelle Sainte-Marie qui va être reconstituée en partenariat avec l'association Eucharistein et des bénévoles[77],
- Oratoire Sainte-Marthe[78],
- Plaque commémorative dédiée à l'Abbé Jules Chaperon,
- Monument aux morts intercommunal de La Martre, Brenon et Châteauvieux[79],[80],[81],
- Château Rima, maison depuis 2008 de l'association de fidèles Eucharistein, érigée en 2003[82],[83].

Patrimoine civil :
- Le château de Taulane, transformé en Hôtel Resort, est situé sur la route Napoléon. Il est considéré comme un des plus beaux golfs de France ; le parcours fut dessiné par Gary Player ; le château[84], aujourd'hui hôtel de charme avec restaurant et spa,
- Le buste de Napoléon érigé par Jules Chaperon[85].

Le patrimoine rural :
- Les fours à chaux, le moulin et la scierie, les charbonnières, le canal nommé la Béalière créé en 1755, lavoir et la fontaine de 1842[86],
- Pont de Serre, dit pont de Madame[87] sur l'Artuby (1735)[88],
- Barrage en gabions et piles de bois et enrochement sur l'Artuby, pour alimenter le bief du moulin et de l'ancienne scierie[89], mentionné sur le cadastre napoléonien (avril 1831)[90] et ayant appartenu à feus messieurs Bérard et Boyer.

## Personnalités liées à la commune

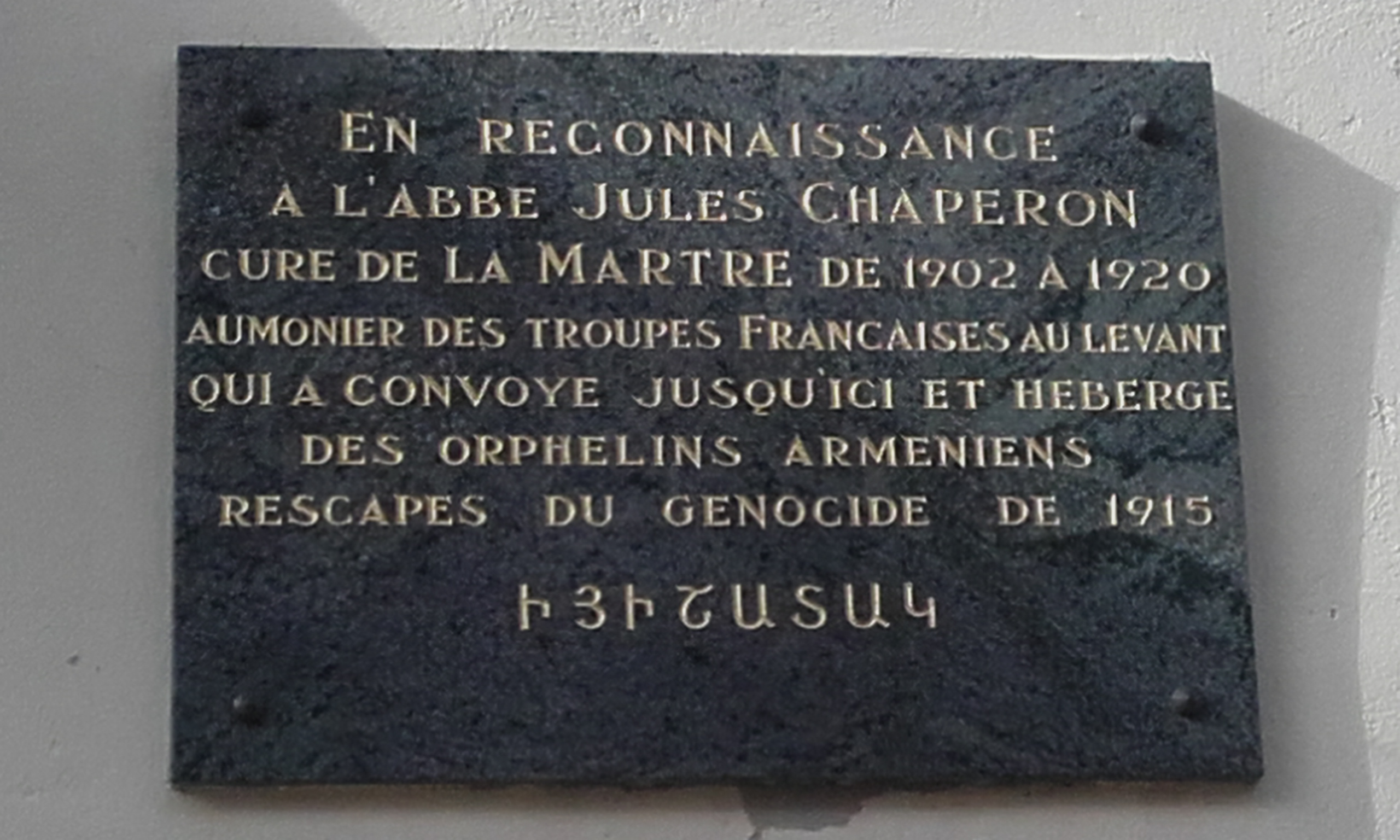
Plaque commémorative Abbé Jules Chaperon.

- Abbé Chaperon (1877-1951), curé du village de 10902 à 1920, à qui l'on doit la paternité de l'appellation Route Napoléon en 1932[91]. Aumonier militaire 2e division des troupes françaises de l’armée du Levant, il a convoyé et hébergé des orphelins arméniens rescapés du Génocide arménien.